# Mesorregión del Centro-Sur Cearense
La Mesorregión del Centro-Sur Cearense es una de las siete  mesorregiones del estado brasileño del Ceará. Es formada por la unión de catorce municipios agrupados en tres  microrregiones. Las principales ciudades son Iguatu, Lavras da Mangabeira y Várzea Alegre.

## Microrregiones
- Iguatu
- Lavras da Mangabeira
- Várzea Alegre

- Datos: Q427788